# 1965 na música

## Eventos

### Janeiro
- 12 - O programa de TV da NBC, Hullabaloo estreia com os convidados: New Christy Minstrels, Woody Allen, Brian Epstein de Londres apresentando as bandas The Zombies e Gerry & The Pacemakers.
- 21 - Um show do grupo The Animals em Nova Iorque (no Apollo Theater) é cancelado após o Departamento de Imigração dos Estados Unidos forçar o grupo a deixar o teatro.
- 21 - A banda Rolling Stones e Roy Orbison viajam para Sydney para dar início à turnê australiana.
- 23 - A música "Downtown" atinge o primeiro lugar nas paradas americanas fazendo de Petula Clark a primeira britânica a atingir esta posição.

### Fevereiro
- 6 - Donovan se apresenta no programa de TV britânico "Ready, Steady, Go!".
- 24 - Os Beatles começam seu segundo filme, Help! .

### Março
- 2 - Estreia o filme "The Sound of Music" (br: A noviça rebelde / pt: Música no coração)
- 18 - Mick Jagger, Keith Richards, e Bill Wyman dos Rolling Stones são condenados a pagar uma indenização por urinar na parede de um posto de gasolina em Londres.

### Abril
- 8 de Abril - Lançamento do espetáculo Dois na bossa no Teatro Cine-Paramount; o disco gravado a partir desse espetáculo tornou-se o primeiro disco brasileiro a vender um milhão de cópias.
- 11 - The Beatles, Rolling Stones, the Animals, the Kinks, The Searchers, the Seekers, Herman's Hermits, Moody Blues, Donovan, Them, Cilla Black e Tom Jones entre outros se apresentam no The New Musical Express poll winners'
- 26 - Leopold Stokowski conduz a primeira completa performance da sinfonia de Charles Ives, a Symphony No. 4

### Maio
- 9 - Bob Dylan se apresenta no Royal Albert Hall de Londres, concluindo sua turnê europeia cujo público incluía membros dos Beatles e Donovan.

### Junho
- 12- Os Beatles foram nomeados Membro do Império Britânico (ou MBE) pela rainha inglesa. Vários outros MBE protestaram contra a nomeação.

### Julho
- 29 - Estreia de Help! (filme dos Beatles), na Inglaterra

### Agosto
- 15 - Os Beatles tocam no Shea Stadium, o primeiro show de rock em um estádio, para uma audiência de 55.600. Um record na época.
- 27 - Os Beatles visitam Elvis Presley em sua casa em Bel-Air. Foi o primeiro e único encontro entre a banda e o cantor americano.

### Outubro
- 15 - O guitarrista Jimi Hendrix assina um contrato de gravação de 3 anos com Ed Chaplin.

### Outros eventos
- Início da transmissão do Festival de Música Popular Brasileira, o primeiro de uma série de festivais que durariam cerca de 20 anos.
- Surge o estilo musical que ficaria conhecido por MPB, inaugurado com a antológica interpretação da canção "Arrastão", na voz da jovem Elis Regina, no I Festival de Música Popular Brasileira.

## Início de carreiras
- Sonny & Cher
- The Grateful Dead
- The Byrds
- The Doors
- Jefferson Airplane
- Marc Bolan
- Mireille Mathieu
- Pink Floyd
- The Velvet Underground
- Scorpions

## Álbuns lançados
- All I Really Want to Do - Cher
- Animal Tracks - The Animals
- Beach Boys' Party! - The Beach Boys
- The Beach Boys Today! - The Beach Boys
- Bringing It All Back Hom - Bob Dylan
- Country Willie: His Own Songs - Willie Nelson
- December's Children (And Everybody's) - The Rolling Stones
- Doris Day's Sentimental Journey - Doris Day
- Downtown - Petula Clark
- Ella at Duke's Place - Ella Fitzgerald e Duke Ellington
- Ella in Hamburg - Ella Fitzgerald
- For Your Love - The Yardbirds
- Fresh Berry's - Chuck Berry
- Going To A Go-Go - Smokey Robinson e os Miracles
- Go Now! - The Moody Blues
- Help! - The Beatles
- Highway 61 Revisited - Bob Dylan
- I Know a Place - Petula Clark
- Jovem Guarda - Roberto Carlos
- Kinda Kink - The Kinks
- The Kink Kontroversy - The Kinks
- Latin for Lovers - Doris Day
- Look at Us - Sonny & Cher
- L.O.V.E - Nat King Cole
- A Man and His Music - Frank Sinatra
- Maria Bethânia - Maria Bethânia
- Mr. Tambourine Man - The Byrds
- My Generation - The Who
- My Kind of Broadway - Frank Sinatra
- Orbisongs - Roy Orbison
- Otis Blue - Otis Redding
- Our Shining Hou] - Sammy Davis, Jr.
- Out of Our Heads - The Rolling Stones
- The Paul Simon Song Book - Paul Simon
- The Return of Rock - Jerry Lee Lewis
- The Rolling Stones,  Now! - The Rolling Stones
- Rubber Soul - The Beatles
- The Scene Changes - Perry Como
- Sammy's Back on Broadway - Sammy Davis, Jr.
- September of My Years - Frank Sinatra
- Sinatra '65: The Singer Today - Frank Sinatra
- Sings The Ballads of The True West - Johnny Cash
- Summer Days (and Summer Nights!!) - The Beach Boys
- That Travelin' Two-Beat - Bing Crosby e Rosemary Clooney
- There Is Only One Roy Orbison - Roy Orbison
- Turn! Turn! Turn! - The Byrds
- The Wonderful World of Antonio Carlos Jobim - Antonio Carlos Jobim
- A World of Our Own - The Seekers
- ¡Viva! Vaughan - Sarah Vaughan

### Primeiro lugar na Billboard
- "I Feel Fine" - The Beatles
- "Come See About Me" - The Supremes
- "Downtown"- Petula Clark
- "You've Lost That Lovin' Feelin'" - The Righteous Brothers
- "This Diamond Ring" - Gary Lewis & The Playboys
- "My Girl" - The Temptations
- "Eight Days a Week" - The Beatles
- "Stop! In the Name of Love" - The Supremes
- "I'm Telling You Now" - Freddie and the Dreamers
- "Mrs. Brown, You've Got a Lovely Daughter" - Herman's Hermits
- "Ticket to Ride" - The Beatles
- "Help Me Rhonda" - The Beach Boys
- "Back in My Arms Again" - The Supremes
- "I Can't Help Myself (Sugar Pie Honey Bunch)" -The Four Tops
- "Mr. Tambourine Man" - The Byrds
- "(I Can't Get No) Satisfaction" - The Rolling Stones
- "I'm Henry VIII, I Am" - Herman's Hermits
- "I Got You Babe" - Cher
- "Help!" - The Beatles
- "Eve of Destruction (canção)" - Barry McGuire
- "Hang on Sloopy" - The McCoys
- "Yesterday" - The Beatles
- "Get Off of My Cloud" - The Rolling Stones
- "I Hear a Symphony" - The Supremes
- "I Hear a Symphony" - The Supremes
- "Turn! Turn! Turn!" - The Byrds
- "Over and Over" - The Dave Clark Five

### Outros sucessos
- "All I Really Want to Do" - Cher
- "All Summer Long" - The Beach Boys
- "Baby Please Don't Go" -Them
- "Cara Mia" - Jay and the Americans
- "The Carnival Is Over" - The Seekers
- "Day Tripper" - The Beatles
- "Don't Just Stand There" - Patty Duke
- "Don't Let Me Be Misunderstood" - The Animals
- "England Swings" - Roger Miller
- "Five O'Clock World" - Vogues
- "Hene Ma Tov" - Dalida
- "I Got You (I Feel Good)" - James Brown
- "I Know a Place" - Petula Clark
- "Il Silenzio (Bonsoir mon Amour)" - Dalida
- "I'll Never Find Another You" - The Seekers
- "Is It Really Over" - Jim Reeves
- "It's Not Unusual" - Tom Jones
- "King of the Road"  - Roger Miller
- "La Danse de Zorbaq (Zorba's Dance)" - Dalida
- "La Sainte Totoche" - Dalida
- "Le Flamenco" - Dalida
- "Let's Hang On" - The Four Seasons
- "Like a Rolling Stone" - Bob Dylan
- "Ride Away" - Roy Orbison
- "Snow Flake" - Jim Reeves
- "The Sound of Silence" - Simon and Garfunkel
- "Subterranean Homesick Blues" - Bob Dylan
- "The Last Time" - The Rolling Stones
- "This Is It" - Jim Reeves
- "Viva La Pappa" - Dalida
- "We Can Work It Out" - The Beatles
- "What's New, Pussycat?" - Tom Jones
- "A World of Our Own" - The Seekers
- "You Turn Me On" - Ian Whitcomb
- "Tiger Woman" - Claude King

## Grammy
- Álbum do ano: Getz/Gilberto de Stan Getz e João Gilberto
- Música do ano: "Hello, Dolly!" cantada por Louis Armstrong e escrita por Jerry Herman
- Revelação do ano: The Beatles

## Musica brasileira
- Abril: É realizado o primeiro Festival de Música Popular Brasileira. O primeiro lugar ficou para a música "Arrastão" interpretada por Elis Regina e composta por Edu Lobo e Vinicius de Moraes. A música é considerada um marco do fim da Bossa Nova, iníco da música popular brasileira.

## Nascimentos
| Data            | Nome                              | Profissão                           | Nacionalidade              | Observações | Ref |
| --------------- | --------------------------------- | ----------------------------------- | -------------------------- | ----------- | --- |
| 20 de Janeiro   | Greg Kriesel                      | baixista                            | Estados Unidos             |             |     |
| 22 de Janeiro   | Steven Adler                      | baterista                           | Estados Unidos             |             |     |
| 30 de Janeiro   | Marcelo Bonfá                     | músico                              | Brasil                     |             |     |
| 25 de fevereiro | Simone Saback                     | compositora, escritora e jornalista | Brasil                     |             |     |
| 15 de Abril     | Linda Perry                       | compositora                         | Estados Unidos             |             |     |
| 1 de Maio       | Francisco Everardo Oliveira Silva | cantor e humorista                  | Brasil                     |             |     |
| 16 de maio      | Krist Novoselic                   | baixista                            | Estados Unidos             |             |     |
| 17 de Maio      | Trent Reznor                      | músico                              | Estados Unidos             |             |     |
| 29 de Junho     | Dado Villa-Lobos                  | músico                              | Brasil                     |             |     |
| 23 de Julho     | Slash                             | músico                              | Reino Unido Estados Unidos |             |     |
| 28 de Julho     | Daniela Mercury                   | cantora e compositora               | Brasil                     |             |     |
| 28 de Agosto    | Shania Twain                      | cantora                             | Canadá                     |             |     |
| 8 de Setembro   | Darlene Zschech                   | cantora, compositora e pastora      | Austrália                  |             |     |
| 11 de Setembro  | Richard Melville Hall             | cantor e artista                    | Estados Unidos             |             |     |
| 3 de Outubro    | Adriana Calcanhotto               | compositora e cantora               | Brasil                     |             |     |
| 8 de outubro    | C. J. Ramone                      | baixista e vocalista                | Estados Unidos             |             |     |
| 10 de Outubro   | Toshimitsu Deyama                 | vocalista                           | Japão                      |             |     |
| 26 de outubro   | Aaron Kwok                        | cantor                              | Hong Kong                  |             |     |
| 4 de novembro   | Pata                              | guitarrista                         | Japão                      |             |     |
| 20 de Novembro  | Yoshiki Hayashi                   | músico                              | Japão                      |             |     |
| 21 de Novembro  | Björk                             | cantora                             | Islândia                   |             |     |
| 29 de Dezembro  | Dexter Holland                    | músico                              | Estados Unidos             |             |     |

## Mortes
| Data            | Nome          | Profissão           | Nacionalidade  | Observações | Ref |
| --------------- | ------------- | ------------------- | -------------- | ----------- | --- |
| 20 de janeiro   | Alan Freed    | disk-jockey         | Estados Unidos | n. 1921     |     |
| 15 de fevereiro | Nat King Cole | cantor              | Estados Unidos | n. 1919     |     |
| 6 de novembro   | Edgar Varèse  | compositor e músico | França         | n.1888      |     |